# آرمین رویترهن
آرمین رویترهن (انگلیسی: Armin Reutershahn؛ زادهٔ ۱ مارس ۱۹۶۰) بازیکن فوتبال اهل آلمان است.
از باشگاه‌هایی که در آن بازی کرده‌است می‌توان به باشگاه فوتبال اشتوتگارت اشاره کرد.